# Усан
Усан — держава, яка існувала з часів пізнього періоду ранніх трьох держав (Вонсамгук) до початку епохи Корьо, та правила територією Уллиндо та навколишніми островами.

## Історія
В 244 році Ван Кі прибув на східне узбережжя Окчо, щоб підкорити Вігун. Прибувши він запитав у старого чоловіка, чи живуть люди у Східному (Японському) морі. Він відповів, що на схід від моря є острів, на якому живуть лиже жінки. Кожного липня вони обирають дівчину та кидають її у море. Також він розповів, що мова, на якій вони розмовляють, відрізняється від мови Окчо.

### Завоювання Сіллою
Коли Сілла вирішила завоювати Усан, який був важливою стратегічною точкою на торговому шляху між Когурьо та країною Ва (Японією), генерал Ісабу вирішив не застосовувати силу, а схитрити. Він наказав зробити дерев'яних левів та розмістити їх на кораблях. Прибувши до узбережжя Усану, промовив: «Якщо не здастеся, я випущу цих хижаків, і вони вас уб'ють.»
У результаті, в червні 512 року Усан капітулював і погодився щороку сплачувати Сіллі данину у вигляді місцевих продуктів. У цей період Сілла просувалась на північ, створила адміністративну одиницю Хасиллджу, і генерал Ісабу був призначений її правителем. Тоді він офіційно приєднав Усан до території Сілли.

#### Заборона на торгівельні шляхи в Сіллі
У VII столітті Сілла захопила морський шлях, яким користувалися Когурьо, Пекче та Японія для морських торговельних шляхів. Сілла дозволяла використання лише буддистським ченцям, що обмежило можливість проходження кораблів з Пекче, Когурьо та Японії вільно плавати уздовж узбережжя Сілли.

### Підкорення Усану Корьо та її занепад
У 930 році Усан надіслав до двору Корьо послів — Пекіля та Тоду, разом з продуктами, висловивши бажання приєднатись до держави. Король Тхеджо, прийнявши пропозицію, надав послам чиновницькі звання.
У 1018 році Усан зазнав нападу піратів чжурчженів, що призвело до руйнування сільського господарства. Корьо направило Вонгу І з аграрною підтримкою — були доставлені сільськогосподарські знаряддя. У 1019 році людей, які зазнали нападу, було повернено назад, але вже в 1022 році багато мешканців були переселені до провінції Йеджу. Як наслідок Усан припинив існування як окрема одиниця.

## Додаткове посилання
- Сілла та Усан правили японською Окінавою у 670 році

Шаблон:신라